# Marathon de Boston 2014
Navigation
Édition précédente Édition suivante
Le Marathon de Boston de 2014 est la 118e édition du Marathon de Boston dans le Massachusetts qui a eu lieu le lundi 21 avril 2014 (Patriots' Day). Organisé par la Boston Athletic Association, c'est le troisième des World Marathon Majors à avoir lieu en 2014 après le Marathon de Tokyo et le Marathon de Londres. L'Américain Meb Keflezighi remporte la course masculine avec un temps  de 2 h 8 min 37 s. La Kényane Rita Jeptoo signe son troisième succès dans cette épreuve après 2006 et 2013, avec un temps de 2 h 18 min 57 s, nouveau record féminin de l'épreuve. Le 26 octobre 2016, elle est disqualifiée par l'IAAF pour dopage à l'EPO et c'est Bizunesh Deba qui obtient la 1re place.

## Résultats

### Hommes
| Rang | Athlète            | Nationalité | Temps           |
| ---- | ------------------ | ----------- | --------------- |
|      | Meb Keflezighi     | États-Unis  | 2 h 08 min 37 s |
|      | Wilson Chebet      | Kenya       | 2 h 08 min 48 s |
|      | Franklin Chepkwony | Kenya       | 2 h 08 min 50 s |
| 4    | Vitaliy Shafar     | Ukraine     | 2 h 09 min 37 s |
| 5    | Markos Geneti      | Éthiopie    | 2 h 09 min 50 s |
| 6    | Joel Kimurer       | Kenya       | 2 h 11 min 03 s |
| 7    | Nicolas Arciniaga  | États-Unis  | 2 h 11 min 47 s |
| 8    | Jeffrey Eggleston  | États-Unis  | 2 h 11 min 57 s |
| 9    | Paul Lonyangata    | Kenya       | 2 h 12 min 34 s |
| 10   | Adil Annani        | Maroc       | 2 h 12 min 43 s |

### Femmes
| Rang | Athlète                | Nationalité | Temps           |
| ---- | ---------------------- | ----------- | --------------- |
|      | Bizunesh Deba          | Éthiopie    | 2 h 19 min 59s  |
|      | Mare Dibaba            | Éthiopie    | 2 h 20 min 35s  |
|      | Jemima Jelagat Sumgong | Éthiopie    | 2 h 20 min 41s  |
| 4    | Meselech Melkamu       | Éthiopie    | 2 h 21 min 28 s |
| 5    | Aleksandra Duliba      | Biélorussie | 2 h 21 min 29 s |
| 6    | Shalane Flanagan       | États-Unis  | 2 h 22 min 02 s |
| 7    | Sharon Cherop          | Kenya       | 2 h 23 min 00 s |
| 8    | Philes Ongori          | Kenya       | 2 h 23 min 22 s |
| 9    | Desiree Linden         | États-Unis  | 2 h 23 min 54 s |
| 10   | Belaynesh Oljira       | Éthiopie    | 2h 24 min 21s   |

### Fauteuils roulants (hommes)
| Rang | Athlète          | Nationalité    | Temps           |
| ---- | ---------------- | -------------- | --------------- |
|      | Ernst F. Van Dyk | Afrique du Sud | 1 h 20 min 36 s |
|      | Kota Hokinoue    | Japon          | 1 h 21 min 14 s |
|      | Masazumi Soejima | Japon          | 1 h 21 min 14 s |

### Fauteuils roulants (femmes)
| Rang | Athlète          | Nationalité | Temps           |
| ---- | ---------------- | ----------- | --------------- |
|      | Tatyana McFadden | États-Unis  | 1 h 35 min 06 s |
|      | Wakako Tsuchida  | Japon       | 1 h 37 min 24 s |
|      | Susannah Scaroni | États-Unis  | 1 h 38 min 33 s |